# Transdyferencjacja
Transdyferencjacja – proces biologiczny polegający na przeprogramowaniu komórek macierzystych, mający na celu osiągnięcie zdolności różnicowania się nie tylko w tkankę, z której pochodzą, ale także w inne tkanki pochodzące nawet z innych listków zarodkowych.
Turritopsis nutricula to gatunek meduzy, który jako pierwszy został uznany za nieśmiertelny. Po osiągnięciu dojrzałości seksualnej, ma zdolność do "cofnięcia" siebie do poprzedniej formy przez transdyferencjację komórek. Stworzenia mogą umrzeć, jeśli zaatakuje je drapieżnik lub jeśli zachorują.